# 1. VC Parchim
Der 1. Volleyballclub Parchim e. V. ist ein Volleyballverein aus Parchim, dessen Frauenmannschaft von 2000 bis zum Ende der Saison 2011/12 in der zweiten Bundesliga Nord vertreten war. In der Saison 2012/13 spielt die erste Frauenmannschaft in der Regionalliga Nord.

## Vereinsgeschichte
Die Volleyballabteilung des SV Blau Weiß 69 Parchim machte sich am 11. März 1994 selbständig und gründete den 1. VC Parchim unter Leitung von Hendryk Brasch. 186 Mitglieder traten dem Verein bei, der von Beginn an großen Wert auf seine Jugendarbeit legte. So erreichte die männliche D-Jugend bei den Deutschen Meisterschaften 1994 den vierten Platz. In den folgenden Jahren konzentrierte sich der Verein jedoch vor allem auf den weiblichen Bereich. Größte Erfolge waren die deutschen Meisterschaften der A-Jugend 2001 und 2003, 2002 wurden die Spielerinnen aus Mecklenburg-Vorpommern Vizemeister.
Die erste Volleyballfrauenmannschaft startete zunächst in der Bezirksliga, nach Aufstiegen in die Landesliga und Regionalliga erreichte das Team 2000 die Qualifikation für die zweite Bundesliga Nord. Seitdem gab es eine Zusammenarbeit mit dem Schweriner SC.
In der Saison 2010/11 wurde 1. VC Parchim Tabellenzehnter und konnte nur aufgrund des besseren Satzverhältnisses die Klasse vor dem SC Langenhagen erhalten.
In der Saison 2011/12 belegte das Team von Trainer Michael Lehmann den neunten Platz und erhielt sportlich die Klasse. Jedoch wurde aus finanziellen Gründen das Spielrecht dem Schweriner SC übertragen, dem sich die meisten Spieler aus Parchim anschlossen.

### Frauen I
Der Kader des Verbandsligaaufsteigers besteht in der Regionalliga Nord aus dreizehn Spielerinnen. Trainer ist Holger Antrack.
| Nr. | Vorname    | Name       | Position           | Geburtsdatum      | Größe | Staatsangehörigkeit |
| --- | ---------- | ---------- | ------------------ | ----------------- | ----- | ------------------- |
| 1   | Jessica    | Jacht      | Außenangriff       | 14. Januar 1989   | 1,83  | deutsch             |
| 2   | Tina       | Griep      | Außenangriff       | 21. Juni 1982     | 1,84  | deutsch             |
| 4   | Cornelia   | Heinz      | Universal/Diagonal | 14. Juni 1981     | 1,74  | deutsch             |
| 5   | Josefine   | Antrack    | Außenangriff       | 16. November 1991 | 1,81  | deutsch             |
| 6   | Kristin    | Schnittger | Außenangriff       | 11. Dezember 1987 | 1,77  | deutsch             |
| 7   | Kathrin    | Bölkow     | Libera             | 2. Januar 1990    | 1,72  | deutsch             |
| 8   | Michaela   | Jung       | Mittelblock        | 5. Januar 1985    | 1,73  | deutsch             |
| 9   | Sarah      | Poschmann  | Zuspiel            | 24. Oktober 1991  | 1,74  | deutsch             |
| 10  | Anika      | Ortmann    | Außenangriff       | 10. Februar 1994  | 1,75  | deutsch             |
| 11  | Johanna    | Ladewig    | Mittelblock        | 2. November 1994  | 1,75  | deutsch             |
| 12  | Verena     | Schuldt    | Universal          | 26. Juni 1984     | 1,80  | deutsch             |
| 13  | Lisa-Marie | Kipar      | Zuspiel            | 25. April 1994    | 1,72  | deutsch             |
| 15  | Julia      | Schulze    | Diagonal           | 30. Oktober 1993  | 1,72  | deutsch             |